# Święta (gromada)
Święta – dawna gromada, czyli najmniejsza jednostka podziału terytorialnego Polskiej Rzeczypospolitej Ludowej w latach 1954–1972.
Gromady, z gromadzkimi radami narodowymi (GRN) jako organami władzy najniższego stopnia na wsi, funkcjonowały od reformy reorganizującej administrację wiejską przeprowadzonej jesienią 1954 do momentu ich zniesienia z dniem 1 stycznia 1973, tym samym wypierając organizację gminną w latach 1954–1972.
Gromadę Święta z siedzibą GRN w Świętej utworzono – jako jedną z 8759 gromad na obszarze Polski – w powiecie złotowskim w woj. koszalińskim na mocy uchwały nr 43/54 WRN w Koszalinie z dnia 5 października 1954. W skład jednostki weszły obszary dotychczasowych gromad Święta, Wąsosz i Nowa Święta ze zniesionej gminy Kleszczyna oraz obszar dotychczasowej gromady Błękwit ze zniesionej gminy Tarnówka w tymże powiecie. Dla gromady ustalono 14 członków gromadzkiej rady narodowej.
31 grudnia 1961 z gromady Święta wyłączono wsie Nowa Święta i Wąsosz, włączając je do znoszonej gromady Skic w tymże powiecie, po czym gromadę Święta zniesiono, a jej (pozostały) obszar włączono do nowo utworzonej gromady Złotów tamże.